# Holophryxus alaskensis
Holophryxus alaskensis is een pissebed uit de familie Dajidae. De wetenschappelijke naam van de soort is voor het eerst geldig gepubliceerd in 1905 door Richardson.